# Daniel Asia
Pour les articles homonymes, voir Asia.
Daniel Asia (né le 27 juin 1953 à Seattle, Washington) est un compositeur américain.

## Biographie
Il a obtenu un Bachelor's degree of Arts  au Hampshire College (en) et un Master of Music à l'école de musique de l'Université Yale. Ses principaux professeurs ont été Jacob Druckman, Stephen Albert, Gunther Schuller, et Isang Yun pour la composition, et Arthur Weisberg (en) pour la direction d'orchestre.
Il a d'abord enseigné à l'Oberlin Conservatory of Music de 1981 à 1986. En 1986-88, une bourse de Fulbright Arts au Royaume-Uni et une bourse Guggenheim lui ont permis de travailler à Londres en tant qu'invité à l'Université de la City. À partir de 1988, il a été professeur de composition et directeur du département de composition à l'Université de l'Arizona à Tucson. Parmi ses élèves notables on trouve David A. Yeagley.
En plus de la composition, il dirige un orchestre de chambre basé à New York The Musical Elements, qu'il a cofondé en 1977.
Il a composé cinq symphonies, un concerto pour piano, de la musique de chambre et de nombreux solos.
Les œuvres d'Asia sont publiées par la Theodore Presser Company.
Une bonne partie de ses œuvres ont été enregistrées sous le label Summit Records.

## Œuvres
- 1973 – Sound Shapes, pour chœur SSAATTBB et "pitch pipes"
- 1974–75 – On the Surface, pour soprano, piano, harpe, violoncelle, et percussion
- 1975 – Dream Sequence I, pour trombone amplifié
- 1976 – Quatuor à cordes nº 1
- 1976 – Miles Mix, pour bande magnétique
- 1979 – Orange, pour alto
- 1980–81 – Rivalries, pour orchestre de chambre
- 1984 – Three Movements, pour trompette et orchestre
- 1985 – Quatuor à cordes nº 2
- 1987 – Symphonie nº 1
- 1988 – B for J, pour flûte, clarinette basse, trombone, vibraphone, orgue électrique, violon, alto, et violoncelle
- 1989 – Quartet for piano, violon, alto, et violoncelle
- 1988–90 – Symphonie nº 2 "Celebration" (Khagiga: In Memoriam Leonard Bernstein)
- 1990 – Black Light, pour orchestre
- 1991 – At the Far Edge, pour orchestre
- 1992 – Symphonie nº 3
- 1993 – Gateways, pour orchestre
- 1993 – Symphonie nº 4
- 1994 – Concerto pour piano et orchestre
- 1995 – Embers, pour flûte et guitare
- 1997 – Concerto pour violoncelle et orchestre
- 2001 – Sonate pour violon et piano
- 2002 - "Momentary Lapses", pour Ben Verdery (guitare et violon)
- 2004 - New Set, pour guitare et violon
- 2008 - Symphonie nº 5